# Dynastia julijsko-klaudyjska

Drzewo genealogiczne

Dynastia julijsko-klaudyjska – dynastia panująca w starożytnym Rzymie w latach 27 p.n.e.–68 n.e.

## Cesarze rzymscy z dynastii julijsko-klaudyjskiej
- Oktawian August (27 p.n.e.–14 n.e.)
- Tyberiusz (14–37)
- Kaligula (37–41)
- Klaudiusz (41–54)
- Neron (54–68)